# Phyllogorgia
Phyllogorgia is een geslacht van neteldieren uit de klasse van de Anthozoa (bloemdieren).

## Soort
- Phyllogorgia dilatata (Esper, 1806)